# Tipula quadridentata
Tipula quadridentata är en tvåvingeart. Tipula quadridentata ingår i släktet Tipula och familjen storharkrankar.

## Underarter
Arten delas in i följande underarter:
- T. q. paupera
- T. q. quadridentata